# Agnes von Ahaus
Agnes von Ahaus, auch als Agnes II. von Ahaus gnt. von Langerak bekannt, (* um 1385; † 28. Dezember 1467 in Nottuln) war Äbtissin im Stift Nottuln.

## Leben
Agnes von Ahaus entstammte dem westfälischen Dynastengeschlecht der Edelherren von Ahaus. Ihre Eltern waren Ludolph von Ahaus (Amtmann im Dienste des Utrechter Bischofs) und dessen Frau Johanna. Ihre Schwester Margaretha war Äbtissin in Freckenhorst, ihr Halbbruder Heinrich Domvikar und Anhänger der Devotio moderna. Spätestens am 28. Mai 1423 war sie mit Johann van Langerak, Sohn Gisberts IV. von Langerak, verheiratet; im September 1437 wird sie urkundlich als verwitwet erwähnt.
Am 2. September 1437 setzte Bischof Heinrich von Moers die Witwe als Äbtissin des Stifts Nottuln ein. Er beendete damit eine sechsjährige Vakanz, denn die Vorgängerin gab 1431 ihr Amt auf. Es war Agnes gelungen, das heruntergekommene Kloster – wenn auch nur für kurze Zeit – zu wirtschaftlichem Erfolg zu verhelfen. In der Münsterischen Stiftsfehde stand sie auf der Seite der Gegner des Bischofs Walram von Moers. Deswegen wurde sie von ihm entmündigt. Dies hatte allerdings keine Auswirkungen, denn sie nahm ihr Amt weiterhin wahr. Sie war Mitglied im Billerbecker Kaland, einer Bruderschaft zur Verrichtung guter Taten.
Mit ihrem Tode erlosch zugleich das Geschlecht der Edelherren von Ahaus.